# Corneil & Bernie
Corneil & Bernie is in het Verenigd Koninkrijk ook wel bekend als Watch My Chops en in Frankrijk als Corneil et Bernie.
Corneil & Bernie is een geanimeerde serie over een slimme pratende hond, Corneil, en zijn "hond-oppasser" Bernie Barges. De tekenfilmserie is gemaakt, geschreven en geanimeerd in Frankrijk, en het synchroniseren naar het Engels gebeurde in Londen. De serie is gedistribueerd door Millimages en startte in Amerika op Nicktoons Network, in het Verenigd Koninkrijk op CBBC van 2004 tot 2007 en in Frankrijk op France 3 van 2003. De stemmen werden gedaan door Keith Wickham, Ben Small, Dian Perry, en Dan Russell. De naam van de serie in het Verenigd Koninkrijk werd Watch My Chops door Corneils zin die redelijk vaak werd herhaald.

## Het basisplot
Corneil is een zeer slimme hond: hij kan niet alleen perfect Nederlands / Engels lezen en schrijven, maar hij is ook veel slimmer dan de meeste mensen. Doordat hij zo slim is, weet hij ook dat het leven er niet beter op zal worden dan toen hij een verwende hond was, en aldus doet hij alles om zijn baasjes onwetend te houden over zijn speciale gave. Dit plan begint te mislukken wanneer zijn eigenaars Bernie Barges huren om op hem te passen, en Bernie ontdekt en leert over Corneils geheim. Hoewel de twee vaak bekvechten, vormen ze een moeilijke en speciale vriendschap en Corneil vindt zichzelf met zijn intelligente bevoegdheden om Bernie uit de problemen te helpen.
De meeste afleveringen worden gedreven door Corneils tegenzin om iedereen te laten weten dat hij intelligent is, en kan spreken. De enige persoon die het geheim weet is de "hond-oppas" Bernie, van wie zijn oom op het appartement van Corneils rijke eigenaars let. Bernie kwam eigenlijk per ongeluk te weten over Corneils spreekmogelijkheden, en jammer genoeg ontbeert hij wat intelligentie en kennis van moraal. Dit alles zet Corneil in een oncomfortabele positie - aangezien Bernie het vaak op zich neemt om de "stem te zijn" van Corneil, voordeel trekkend van Corneils tegenzin om te communiceren en negerend van Corneils verzoeken.

## Afleveringen
Er zijn in totaal 26 afleveringen die bestaan uit 2 segmenten, die elk ongeveer 11 minuten duurt.

## Karakters
Hieronder kan je de lijst van hoofdkarakters zien van Corneil & Bernie.
| Corneil          | Corneil is een hond die kan praten, omdat hij een I.Q. heeft van 250, (Aflevering: "Superficial Intelligence") en met zijn extreme intelligentie, komt hij met de meeste plannen, die het programma een succes maken. Corneils zin dat hij vaak herhaald in de Engelse versie: "Watch my chops". Ritten die op en neer en zeer snel gaan maken Corneil draaierig. De Engelse stem van Corneil wordt verzorgd door Keith Wickham. |
| Bernie Barges    | Bernie is een student van de middelbare school, en Corneils hond-passer en zal altijd volgen wat Corneil zegt omdat hij een groot record heeft van het maken van fouten, die Corneil dan rechtzet voor iedereen het opmerkt. Bernie polst vaak om hulp bij Corneil voor zijn taken die hij niet leuk vindt of niet snapt, huiswerk of karweien bijvoorbeeld, maar deze pogingen mislukken vaak. Bernie is egoïstisch en denkt alleen over zichzelf en wat hij wil. Bernie doet niet echt zijn best op school. Het is onbekend wat er is gebeurd met de ouders van Bernie. De stem van Bernie wordt verzorgd door Ben Small. |
| John & Beth      | Joshn en Beth zijn Corneils rijke baasjes die Corneil alleen laten met Bernie wanneer ze uit gaan. John en Beth zijn aardig, maar zijn totaal blind voor de intelligentie van hun hond. Ze denken dat Bernie "de beste hond-oppas aller tijden is." In het oog van Corneil is het eigenlijk het omgekeerde. |
| Oom Rico         | Oom Rico is Bernies oom en leeft met hem in hetzelfde complex als Corneil en zijn baasjes. Hij werkt als portier in het gebouw. Oom Rico heeft nooit zijn hogereschooldiploma gehaald, maar de directeur van Bernies school helpt hem zodanig dat hij uiteindelijk zijn diploma krijgt. |
| Romeo            | Een klasgenoot van Bernie. Romeo speelt de rol van de coole, taaie kerel. Soms is hij Bernies rivaal. |
| Martha           | Een klasgenoot van Bernie. Martha is intellectueel en vaak sceptisch van Bernies eisen. |
| Directeur Martin | Bernies schooldirecteur die denkt dat Bernie een problemenmaker is. Bernie moet van hem ook vaak nablijven. |

## Nederlandse stemmen
- Bernie - Thijs Van Aken
- Corneil - Reinder van der Naalt